# 프랑켄슈타인: 불멸의 영웅
《프랑켄슈타인: 불멸의 영웅》(I, Frankenstein)은 2014년 공개된 미국과 오스트레일리아의 SF 액션 영화이다.
이 영화는 2014년 1월 24일 미국에서, 2014년 3월 20일 오스트레일리아에서 개봉되었다. 이 영화는 매우 부정적인 평가를 받았으며, 6,500만 달러의 제작 예산 대비 전 세계적으로 7,600만 달러의 수익을 올리며 박스오피스 봄이 되었다.

## 줄거리
1795년 빅터 프랑켄슈타인은 시체 조각들을 이어붙여 영혼이 없는 괴물을 창조해낸다. 끔찍한 모습에 경악한 프랑켄슈타인은 괴물을 파괴하려 하지만, 괴물은 살아남아 그의 아내 엘리자베스를 살해한다. 프랑켄슈타인은 복수를 하려고 괴물을 쫓아 북극까지 갔다가 추위에 쓰러진다. 프랑켄슈타인을 묻어주기 위해 집으로 돌아온 괴물은 악령들에게서 공격을 받지만, 가고일 오피어와 커자이아의 도움으로 구출된다. 그들은 괴물을 성당으로 데려가고, 괴물은 가고일 여왕 리어노어와 그녀의 부관 기디언을 만난다. 리어노어는 대천사 마이클이 악령로부터 인류를 보호하기 위해 가고일을 창조했다고 설명한다. 그녀는 괴물에게 '애덤'이라는 이름을 지어주고 함께 싸우자고 제안하지만, 애덤은 거절하고 떠난다. 애덤은 악령을 처치할 수 있는 지팡이 무기를 받는다. 이 무기에는 가고일 기사단의 상징이 새겨져 있어 악령을 '하강'(영혼을 지옥에 가두는 것)시킬 수 있다.
그 후 200년 동안 애덤은 사회와 격리된 채 숨어 지내며 자신을 쫓는 악령들을 처치한다. 현대에 이르러 애덤은 다시 사회에 합류하기로 결심하고, 악령 무리와 맞서 싸우던 중 경찰관을 죽이게 된다. 이 일로 애덤은 다시 가고일들에게 소환되어 벌로 감금된다. 한편 애덤의 공격에서 살아남은 악령 헬렉은 자신의 지도자인 악령 왕자 너베리어스에게 애덤이 살아있다는 사실을 알린다. 너베리어스는 억만장자 사업가 찰스 웨식스로 위장하고 과학자 테라 웨이드와 칼 에이버리를 고용해 시체를 되살리는 실험을 한다. 그는 가장 강력한 전사 주리얼이 이끄는 악령 무리를 보내 가고일 성당을 공격하고 애덤을 납치하려 한다. 애덤이 죽은 자를 되살리는 비밀을 풀 수 있을 것이라고 믿기 때문이다.
공격으로 많은 악령들이 죽고 오피어와 커자이아를 포함한 16명의 가고일이 '상승'(천국에 갇히는 것)하지만, 주리얼은 몰래 리어노어를 납치해 버려진 극장으로 끌고 간다. 애덤은 악령을 심문하여 악령들이 리어노어를 인질로 삼아 가고일에게 애덤을 내놓도록 협상하려 한다는 것을 알아낸다. 애덤이 도망치자 기디언은 애덤 대신 프랑켄슈타인의 일지를 넘기기로 한다. 극장에서 기디언은 주리얼에게 일지를 넘기고 리어노어는 풀려난다. 애덤은 주리얼을 따라 웨식스 연구소로 가서 지하에서 수많은 시체를 발견하고 너베리어스가 프랑켄슈타인의 실험을 재현하여 되살린 시체를 악령들의 숙주로 만들어 군대를 재건하고 인류를 파괴하려 한다는 것을 알게 된다. 애덤은 테라에게서 일지를 되찾아 악령들로부터 탈출하고, 테라를 찾아 그녀에게 도움을 요청한다. 이들은 주리얼에게 공격을 받지만 애덤이 그를 하강시킨다.
애덤은 남은 가고일들에게 너베리어스의 계획을 경고하고, 자신과 테라를 안전한 곳으로 데려가 준다면 일지를 넘겨주겠다고 약속한다. 리어노어는 동의하지만, 기디언에게 애덤이 일지를 가져오는 대로 그를 죽이라고 명령한다. 격렬한 싸움 끝에 애덤은 기디언을 상승시키고, 가고일들이 쫓아오기 전에 프랑켄슈타인의 일지를 불태워 비밀을 파괴하기로 결심한다. 그는 가고일들을 성당에서 나오게 유인하여 웨식스 연구소로 이끌고, 너베리어스의 오른팔 데카를 하강시킨 다음 더 많은 악령들과 싸운다. 전투 중 애덤은 너베리어스에게 납치되어 강제로 시체 부활 과정을 시작하고 있던 테라를 구하러 연구소로 들어간다. 너베리어스는 애덤을 제압하고 악령 영혼 중 하나를 그에게 빙의시키려 하지만 애덤에게 영혼이 생긴 상태라 실패한다. 애덤은 너베리어스에게 가고일 기사단 상징을 새겨 지옥으로 하강시킨다. 연구소는 무너져 심연으로 떨어지고, 모든 악령와 빙의된 시체가 파괴된다. 리어노어는 애덤과 테라를 심연에서 구해내고 이들은 다시 성당으로 돌아온다.
리어노어는 기디언의 죽음에 대해 애덤을 용서하고, 애덤은 테라에게 작별을 고한다. 마지막 장면에서 애덤은 스스로를 "프랑켄슈타인"이라고 선언하며 앞으로도 악령들로부터 세상을 지키겠다고 다짐한다.

## 출연
- 에런 엑하트 - 애덤 프랑켄슈타인 역
- 빌 나이 - 너베리어스 / 찰스 웨식스 역
- 이본 스트러호브스키 - 테라 웨이드 박사 역
- 미란다 오토 - 리어노어 역
- 자이 코트니 - 기디언 역
- 소크러티스 오토 - 주리얼 역
- 케빈 그레뷰 - 데카 역
- 케이틀린 스테이시 - 커자이아 역
- 마헤시 자두 - 오피어 역
- 데니즈 액데니즈 - 바러켈 역